# Argentarierbogen

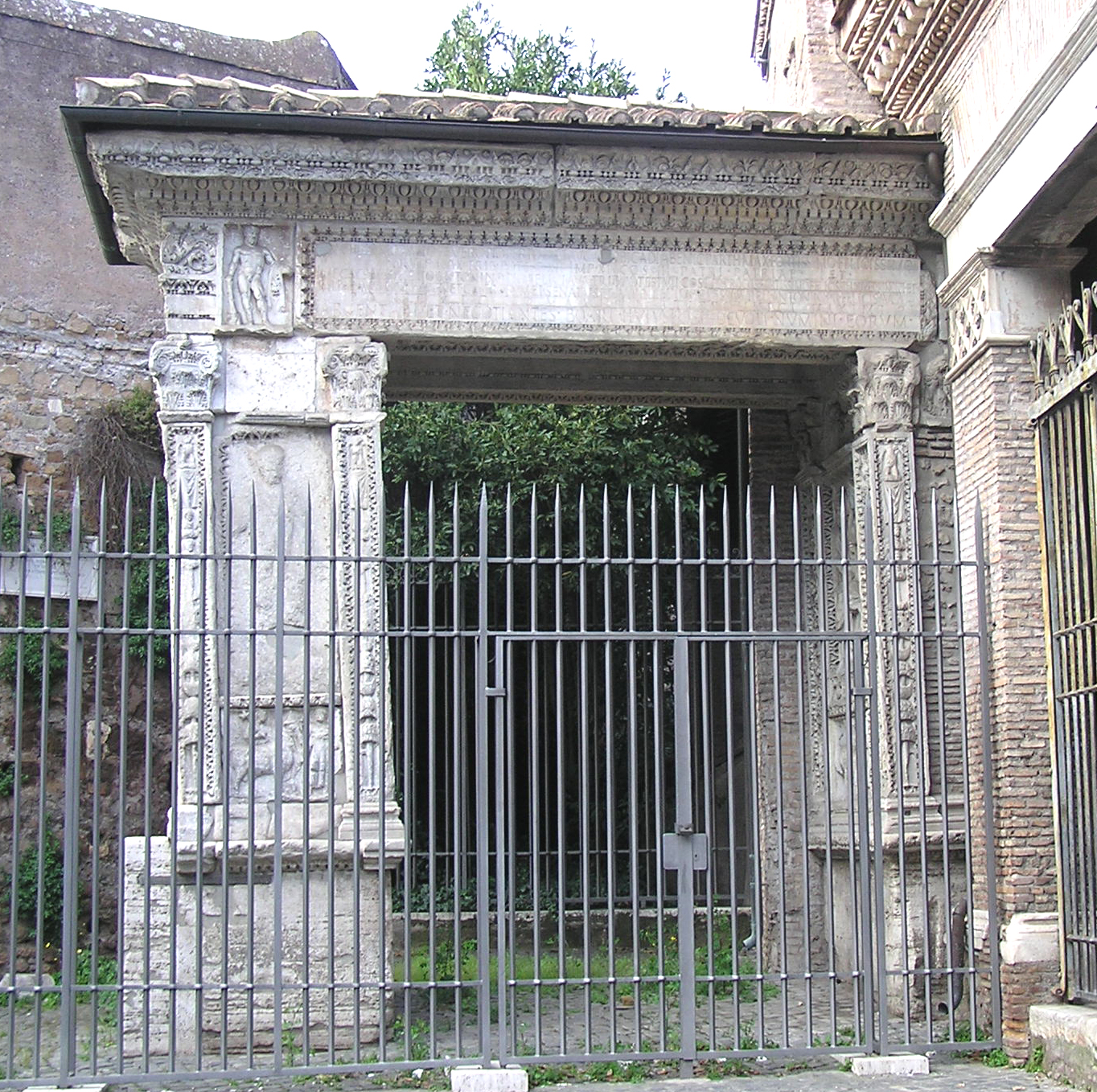
Argentarierbogen

Der sogenannte Argentarierbogen (lateinisch arcus argentariorum, italienisch Arco degli Argentari) ist ein Monument am Forum Boarium in Rom, das zu Ehren des Kaisers Septimius Severus errichtet wurde. Streng genommen handelt es sich nicht um ein Bogenmonument, da es keine Gewölbekonstruktion aufweist, sondern aus zwei Pfeilern und einem Architrav besteht.

## Geschichte

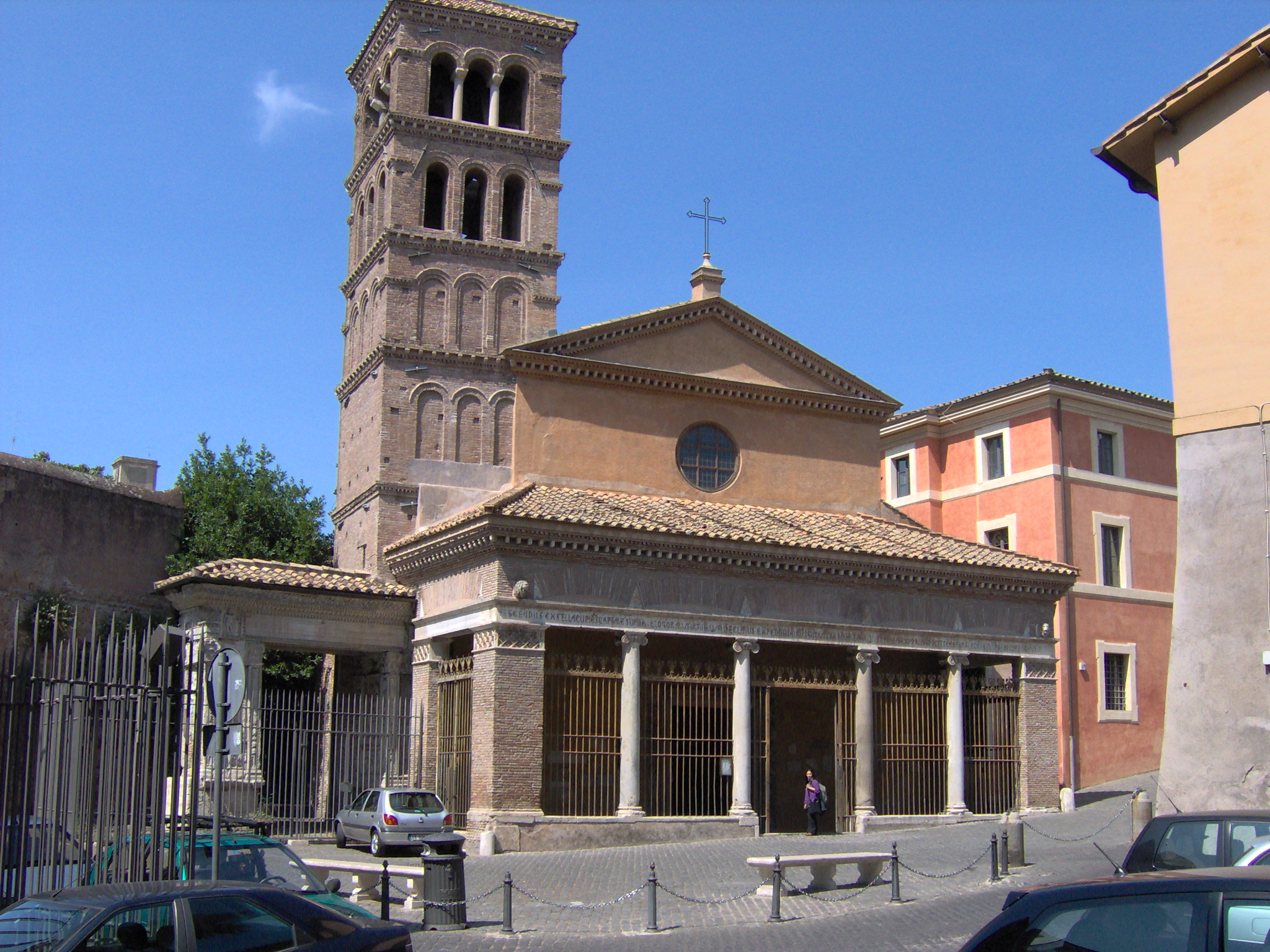
Die Kirche San Giorgio in Velabro mit dem Argentarierbogen

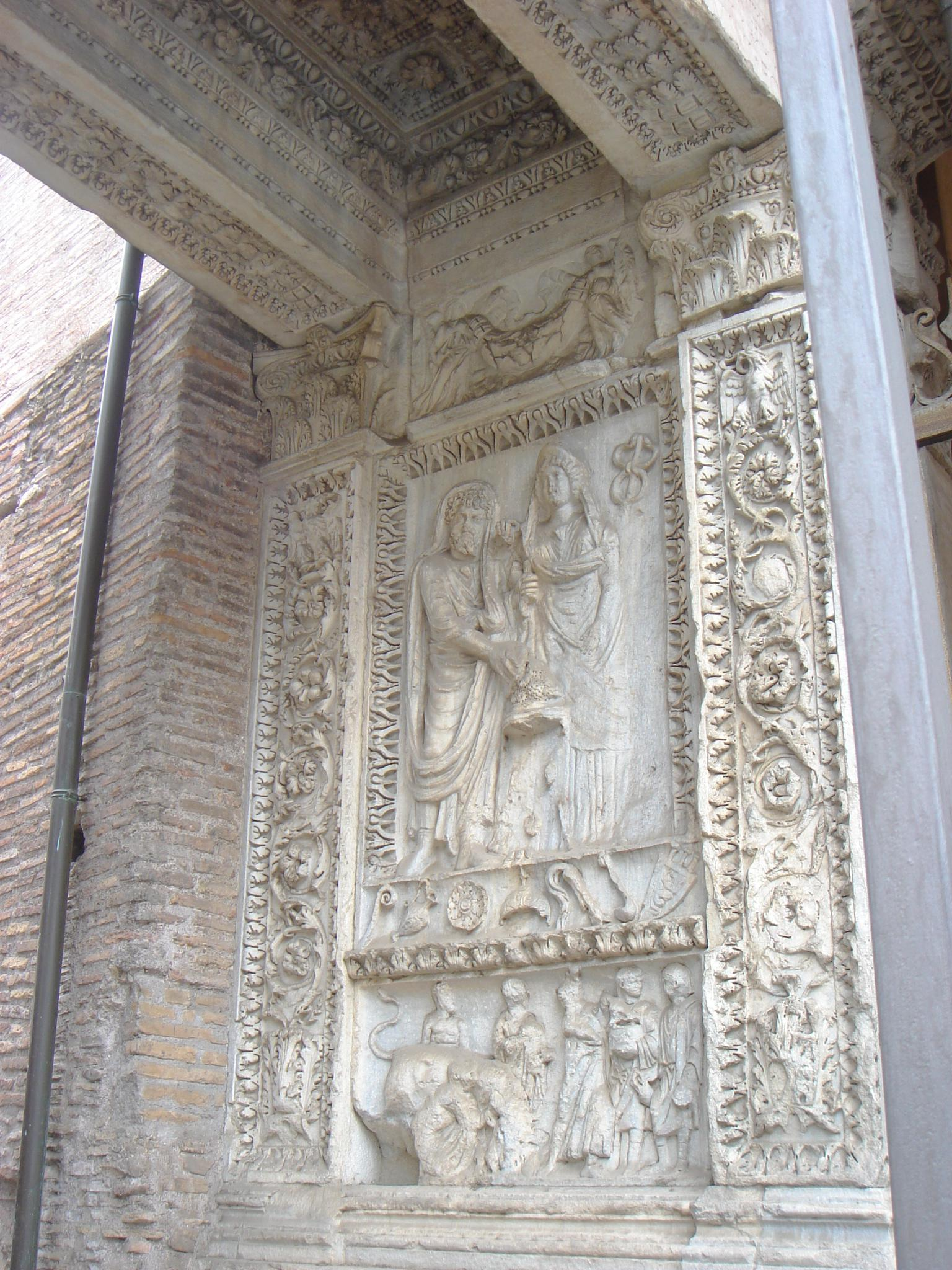
Innenseite des Durchgangs: Septimius Severus mit Iulia Domna; Geta fehlt

Der Inschrift zufolge wurde das Monument im Jahr 204 von den auf dem Forum tätigen Händlern und Geldwechslern (argentarii) dem Kaiser und seiner Familie aus Dankbarkeit gewidmet. Der genaue Anlass ist unbekannt; wahrscheinlich handelte es sich um die Einführung eines für diese Berufsgruppen vorteilhaften Gesetzes. Im Gegensatz zu den offiziellen römischen Ehrenbögen handelte es sich also nicht um ein Staatsmonument, sondern um eine private Stiftung.
Im frühen Mittelalter wurde der Argentarierbogen in den Bau der Kirche San Giorgio in Velabro einbezogen.

## Reliefschmuck
Das Bauwerk ist mit einem reichen Reliefschmuck versehen. Neben der Inschrift auf dem Architrav ist eine Darstellung des Hercules zu sehen. An drei Seiten der Pfeiler sind Reliefs angebracht, von denen nur die an den Innenseiten gut erhalten sind. Sie zeigen Opferszenen und die Familie des Septimius Severus, von der nur die Figuren des Kaisers selbst, seiner Frau Iulia Domna und seines Sohnes Caracalla erhalten sind. Auf beiden Reliefs sind Figuren absichtlich entfernt worden – bei ihnen handelte es sich um Caracallas Bruder Geta, seine Frau Plautilla und deren Vater Plautian, den Severus 205 ermorden ließ, während Caracalla seinen Bruder Ende des Jahres 211 eigenhändig umbrachte und nachher alle mit der damnatio memoriae in Schrift und Bild belegte. Dazu sind auch ein tatsächliches Suovetaurilienopfer unterhalb der Mitglieder der kaiserlichen Familie sowie ein Feldzeichen mit kleinen Kaiserköpfen an der rechten Seite zu sehen.

## Rezeption

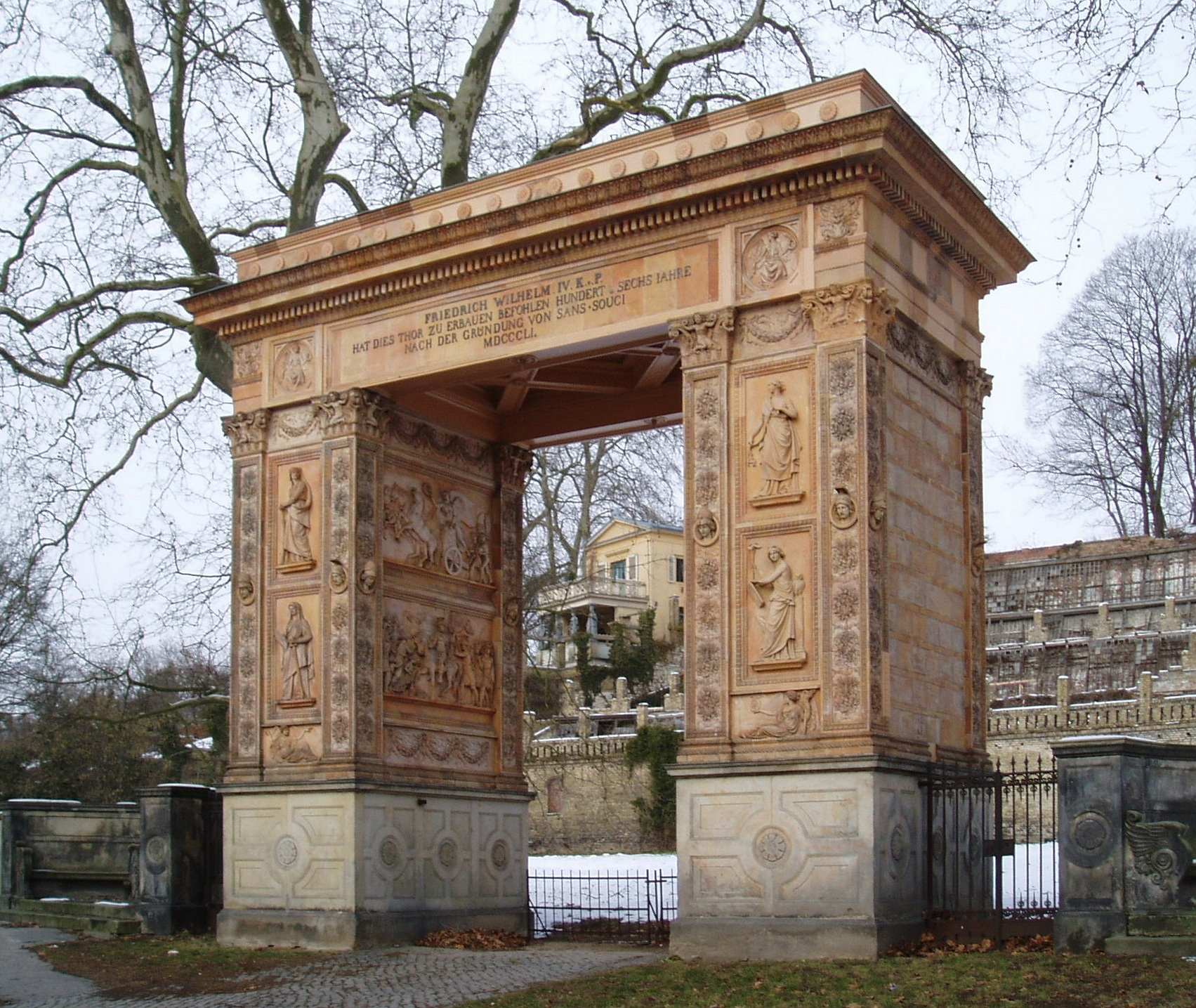
Triumphtor in Potsdam

Der Argentarierbogen diente als Vorbild für das Triumphtor in Potsdam.